# Quế Phong
Quế Phong là một huyện miền núi cũ nằm ở phía tây bắc tỉnh Nghệ An, Việt Nam.
Đây là huyện được UNESCO đưa vào danh sách các địa danh thuộc Khu dự trữ sinh quyển miền tây Nghệ An.

## Địa lý

### Vị trí địa lý
Quế Phong là một huyện miền núi nằm ở phía tây bắc tỉnh Nghệ An, có vị trí địa lý:
- Phía nam và đông nam giáp huyện Quỳ Châu
- Phía tây nam giáp huyện Tương Dương
- Phía tây giáp Lào
- Phía bắc và phía Đông giáp huyện Thường Xuân, tỉnh Thanh Hóa.

### Điều kiện tự nhiên
Huyện có trên 177.000 ha đất lâm nghiệp trong khi đất sản xuất nông nghiệp là 5.567 ha. Dọc theo quốc lộ 48, huyện Quế Phong nằm cách thành phố Vinh 173 km về phía tây bắc.

## Hành chính
Huyện Quế Phong có 13 đơn vị hành chính cấp xã trực thuộc, bao gồm thị trấn Kim Sơn (huyện lỵ) và 12 xã: Cắm Muộn, Châu Kim, Châu Thôn, Đồng Văn, Hạnh Dịch, Mường Nọc, Nậm Giải, Nậm Nhoóng, Quang Phong, Thông Thụ, Tiền Phong, Tri Lễ.
Hầu hết các xã của huyện là xã vùng cao, trong đó có các xã đặc biệt xa cách, khó khăn như Tri Lễ, Cắm Muộn, Thông Thụ...

## Lịch sử
Huyện Quế Phong được thành lập ngày 19 tháng 4 năm 1963 trên cơ sở tách 6 xã: Châu Kim, Châu Thôn, Cắm Muộn, Châu Hùng, Châu Long, Thông Thụ thuộc huyện Quỳ Châu.
Ngày 17 tháng 4 năm 1965, theo Quyết định 143-NV của Bộ Nội vụ, chuyển xã Châu Phương của huyện Quỳ Châu về huyện Quế Phong và đổi tên thành xã Mường Hin; chia xã Cắm Muộn thành hai xã lấy tên là xã Cắm Muộn và xã Quang Phong; chia xã Châu Hùng thành hai xã lấy tên là xã Nậm Nhoóng và xã Tri Lễ; chia xã Châu Kim thành 3 xã lấy tên là xã Châu Kim, xã Mường Nọc và xã Nậm Giải; chia xã Châu Long thành hai xã lấy tên là xã Châu Long và xã Hành Dịch; chia xã Thông Thụ thành 2 xã lấy tên là xã Thông Thụ và xã Đồng Văn.
Ngày 23 tháng 3 năm 1977, sáp nhập ba xã Châu Long, Hành Dịch, Mường Hin thành xã Tiền Phong, sáp nhập xã Nậm Nhoóng và xã Tri Lễ thành xã Châu Hùng.
Ngày 23 tháng 4 năm 1979, chia xã Châu Hùng thành hai xã Tri Lễ và Nậm Nhoóng, chia xã Tiền Phong thành hai xã Tiền Phong xã Hạnh Dịch.
Ngày 12 tháng 7 năm 1990, theo Quyết định số 321/TCCB, thành lập thị trấn Kim Sơn, thị trấn huyện lỵ huyện Quế Phong trên cơ sở 121,6 ha diện tích tự nhiên, 2.726 nhân khẩu của xã Mường Nọc và 30 ha diện tích tự nhiên của xã Tiền Phong.
Ngày 23 tháng 3 năm 2005, thành lập xã Quế Sơn trên cơ sở 3.770 ha diện tích tự nhiên và 3.324 nhân khẩu của xã Mường Nọc.
Ngày 17 tháng 12 năm 2019, Ủy ban Thường vụ Quốc hội ban hành Nghị quyết 831/NQ-UBTVQH14 về việc sắp xếp các đơn vị hành chính cấp xã thuộc tỉnh Nghệ An (nghị quyết có hiệu lực từ ngày 1 tháng 1 năm 2020). Theo đó:
- Điều chỉnh một phần diện tích và dân số của các xã Tiền Phong, Mường Nọc để mở rộng thị trấn Kim Sơn.
- Sáp nhập xã Quế Sơn vào phần còn lại của xã Mường Nọc.

Huyện Quế Phong có 1 thị trấn và 12 xã như hiện nay.

## Kinh tế

### Nông nghiệp
Là huyện miền núi cao, Quế Phong có 3.785 ha ruộng nước sản xuất hai vụ. Đây chính là cơ sở để huyện Quế Phong xác định ngành nông nghiệp là nền tảng thúc đẩy kinh tế tăng trưởng, tiến tới xoá đói giảm nghèo. Trước đây, tập quán sản xuất nông dân huyện vẫn dựa vào tự nhiên, làm rẫy và du canh, du cư là chủ yếu. Hiện nay, tỷ lệ hộ nghèo ở Quế Phong là khoảng 25%. Vì vậy công cuộc giảm nghèo ở huyện còn đang gặp nhiều gian nan thử thách, GDP đầu người trung bình ở Quế Phong là 627 USD/người/năm.

### Lâm nghiệp
Tiềm năng lớn về phát triển kinh tế lâm nghiệp với trên 177 nghìn ha đất lâm nghiệp có rừng, 56.357 ha đất trống, đồi núi trọc, 968 ha đất bằng chưa sử dụng. Phần lớn đất ở đây là đất feralit vàng đỏ nằm ở độ cao 400–800 m. Tầng đất dày, màu mỡ tạo điều kiện hình thành các vùng chuyên canh cây công nghiệp dài ngày như: quế, sở, cà phê, chè, mét (luồng). Đặc biệt, rừng Quế Phong có nhiều loại cây gỗ có giá trị cao như đinh, lim, sến, giổi, pơ mu, sa mu... và nhiều loại thú quý hiếm. Vì vậy, lâm nghiệp được xác định là ngành kinh tế mũi nhọn trong chiến lược phát triển lâu dài của huyện.
Khoanh nuôi, chăm sóc và bảo vệ rừng. Cây quế được trồng nhiều hơn cả. Do được tập trung khoanh nuôi, chăm sóc và bảo vệ, nên độ che phủ của rừng Quế Phong tăng nhanh, đạt 74,8% vào năm 2009, tăng 14,05% so với năm 1996, trở thành huyện có độ che phủ rừng khá cao trong cả nước. Không những thế, người dân huyện Quế Phong còn biết sản xuất nông - lâm kết hợp theo hướng kinh tế trang trại vườn rừng - vườn nhà, mô hình sản xuất VACR. Đến năm 2004, toàn huyện có trên 150 trang trại lớn nhỏ, bước đầu mang lại hiệu quả khá, nhiều hộ có diện tích trang trại trên 10 ha và cho thu nhập bình quân đạt 10-15 triệu đồng/hộ/năm.